# Peter Appleyard
Peter Appleyard (Cleethorpes, 26 oktober 1928 - Eden Mills (Ontario), 17 juli 2013) was een uit het Verenigd Koninkrijk afkomstige Canadese jazzmuzikant (vibrafoon, drums).

## Biografie
Appleyard, die als nautisch instrumentenmaker werkte, speelde in zijn vrije tijd muziek. Hij begon als drummer in plaatselijke dansbands, voordat hij optrad met de Hawaiian Serenaders en verschillende jazzbands. Tijdens zijn militaire diensttijd was hij lid van een luchtmachtorkest. In 1949 ging hij naar de Bermudas. In 1951 verhuisde hij naar Toronto, waar hij wisselde naar de vibrafoon. In zijn spel op de vibrafoon zijn invloeden te herkennen van Lionel Hampton en Terry Gibbs. Tijdens de jaren 1950 speelde hij vervolgens bij Billy O'Connor, daarna in bands van Calvin Jackson en in eigen combo's. Vanaf eind jaren 1950 was hij ook vaker te gast in New York.
Tijdens de jaren 1970 speelde hij regelmatig zowel met Benny Goodman, met wie hij tussen 1972 en 1974 ook optrad in Duitsland, als met Peanuts Hucko. Van 1977 tot 1980 ontfermde hij zich over de CBC-tv-show Peter Appleyard Presents, waarin hij met zijn eigen band wisselende gasten presenteerde. Bovendien nam hij op met Ed Bickert, Rob McConnell, Slam Stewart en Skitch Henderson.
In 1990 nam hij twee albums op met een All-Star-bezetting voor Concord Records, bestaande uit Bucky Pizzarelli, Major Holley en Butch Miles. In 1992 begeleidde hij Mel Tormé tijdens een Japanse tournee, waarbij de cd Sing, Sing, Sing ontstond. Hij was ook te gast in Europa met Tormé, Dick Hyman en Roman Dyląg. Hij trad ook op met Moe Koffman, Fraser MacPherson, Diana Krall, Anne Murray, Oscar Peterson, Ella Fitzgerald, Tony Bennett en Hagood Hardy.

## Overlijden
Appleyard overleed in juli 2013 op 84-jarige leeftijd op zijn boerderij ten westen van Toronto.

## Onderscheidingen
Appleyard werd in 1992 benoemd tot officier van de Orde van Canada. In 2007 kreeg hij de Satchmo Award. Zijn album Swing Fever werd genomineerd voor de Juno Award en behaalde een goudstatus.

## Trivia
Een hoogtepunt van zijn live-optredens vormden zijn pantomimische en muzikale parodieën op vibrafooncollega's. Met acteursvertoon imiteerde hij o.a. Milt Jackson, Lionel Hampton, Red Norvo en Terry Gibbs in diafragmatisch verbazende stijl. Hoogtepunt van zijn presentaties vormden dan de vriendelijk-boosaardige beschrijving van zijn favoriete vibrafonist: Peter Appleyard.

## Discografie
- The Vibe Sound (1958)
- On Stage with Bennie Goodman and His Sextet (1972)
- The Lost 1974 Sessions (Linus, 1974, ed. 2012), met Hank Jones, Zoot Sims, Slam Stewart, Bobby Hackett, Mel Lewis, Urbie Green
- Swing Fever (1982)
- Barbados Heat (1990, Concord)
- Barbados Cool (1990, Concord)
- Swing is here (1996, In-Akustik)
- Peter Appleyard Quartet (2002)
- Sophisticated Ladies (2012)